# Luci Calpurni Pisó (cònsol any 27)
Luci Calpurni Pisó (en llatí Lucius Calpurnius Piso) va ser un magistrat romà, probablement fill de Gneu Calpurni Pisó (Cnaeus Calpurni Cn. F. Cn. N. Piso). Formava part de la gens Calpúrnia, una família romana d'origen plebeu.
Segurament es deia Gneu de naixement, però després de la condemna pel senat d'ell i del seu germà Marc Calpurni, l'any 20 es va decretar que havia de canviar el seu prenom per Luci.
Va ser procònsol de la Tarraconense fins a l'any 25, i Dió Cassi diu d'ell que era governador d'Àfrica en el regnat de Calígula com a "Lucius (not Cneius) Piso". Va ser cònsol l'any 27 juntament amb Marc Licini Cras Frugi.